# Gurbux Singh
Gurbux Singh (Peshawar, 11 februari 1935) is een Indiaas hockeyer en hockeycoach.
Singh won met de Indiase ploeg de olympische gouden medaille in 1964 door in de finale aartsrivaal Pakistan te verslaan. Twee jaar later stond Singh met de Indiase ploeg in de finale van de Aziatische Spelen, wederom met als tegenstander Pakistan. De Indiase ploeg kwam als winnaar uit de bus. In 1968 moest India genoegen nemen met olympisch brons nadat zij de halve finale verloren hadden van Australië.
Tijdens de Olympische Zomerspelen 1976 was Singh hoofdcoach van de Indiase ploeg die zevende werd.

## Resultaten
- 1964  Olympische Zomerspelen in Tokio
- 1966  Aziatische Spelen in Bangkok
- 1968  Olympische Zomerspelen in Mexico-stad